# Mercury Montclair
Mercury Montclair – samochód osobowy klasy pełnowymiarowej produkowany pod amerykańską marką Mercury w latach 1955 – 1960 i 1964 – 1968.

## Pierwsza generacja

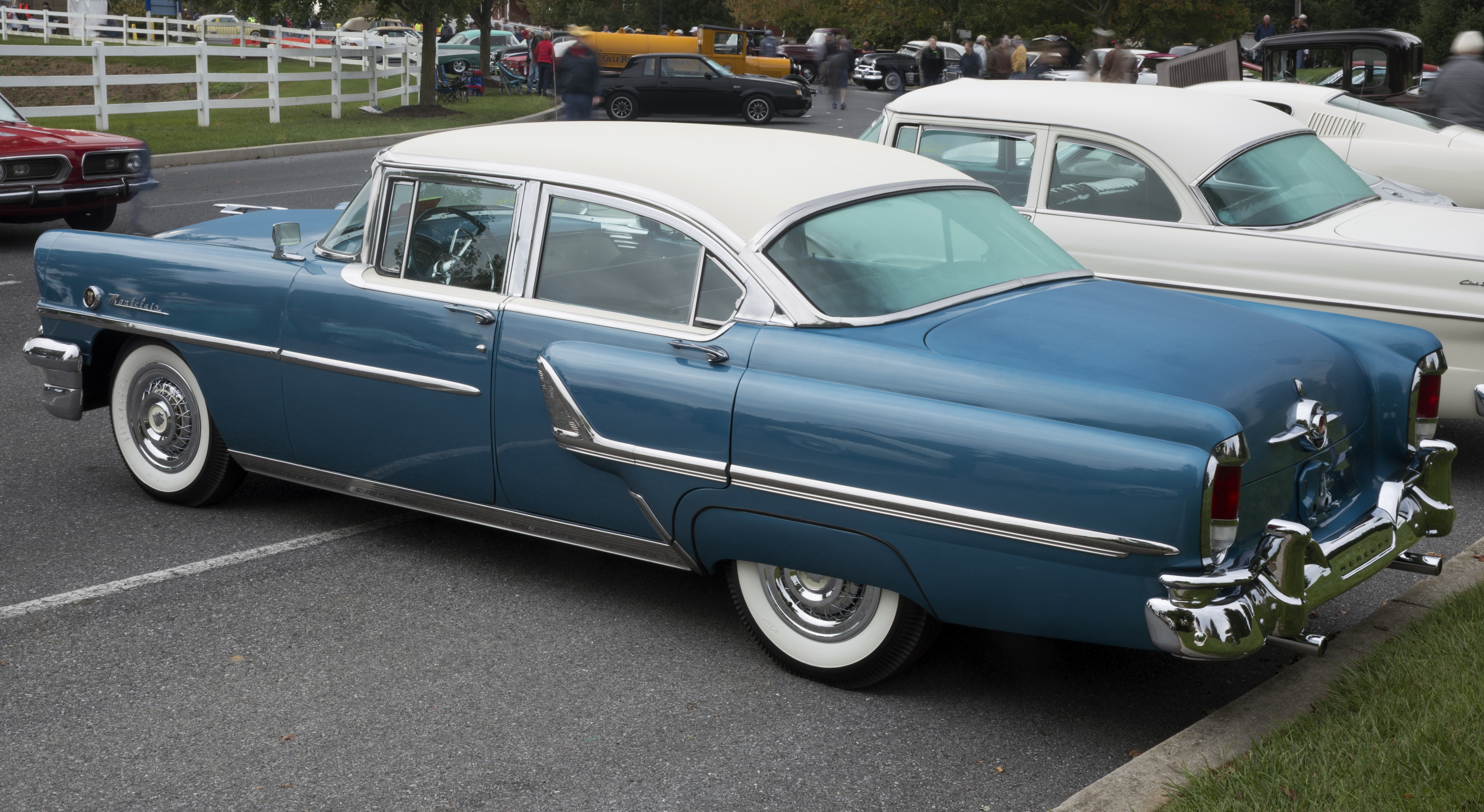
Mercury Montclair I - tył

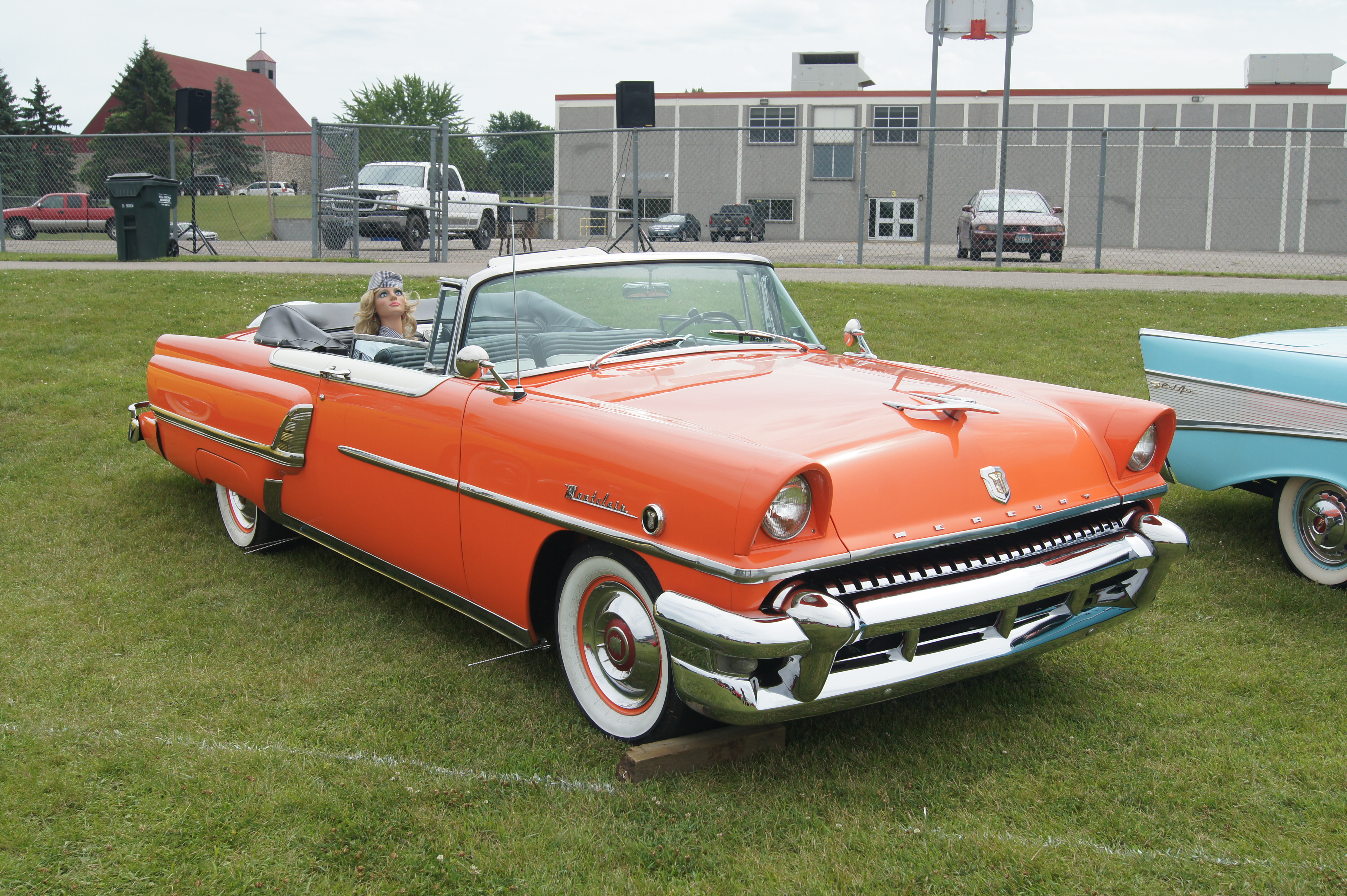
Mercury Montclair I Cabriolet

Mercury Montclair I został zaprezentowany po raz pierwszy w 1955 roku.
W połowie lat 50. XX wieku Mercury poszerzyło swoją ofertę o luksusowy model Montclair, który został oparty zarówno na bazie pokrewnego Monterey, jak i modelu Lincoln Capri. Pierwsza generacja Mercury Montclair charakteryzowała się masywną, kragłą sylwetką nadwozia ze strzelistymi kloszami reflektorów, a także dwukolorowym malowaniem nadwozia z przetłoczeniem biegnącym przez panele boczne.

### Silnik
- V8 6.0l Y-block

## Druga generacja

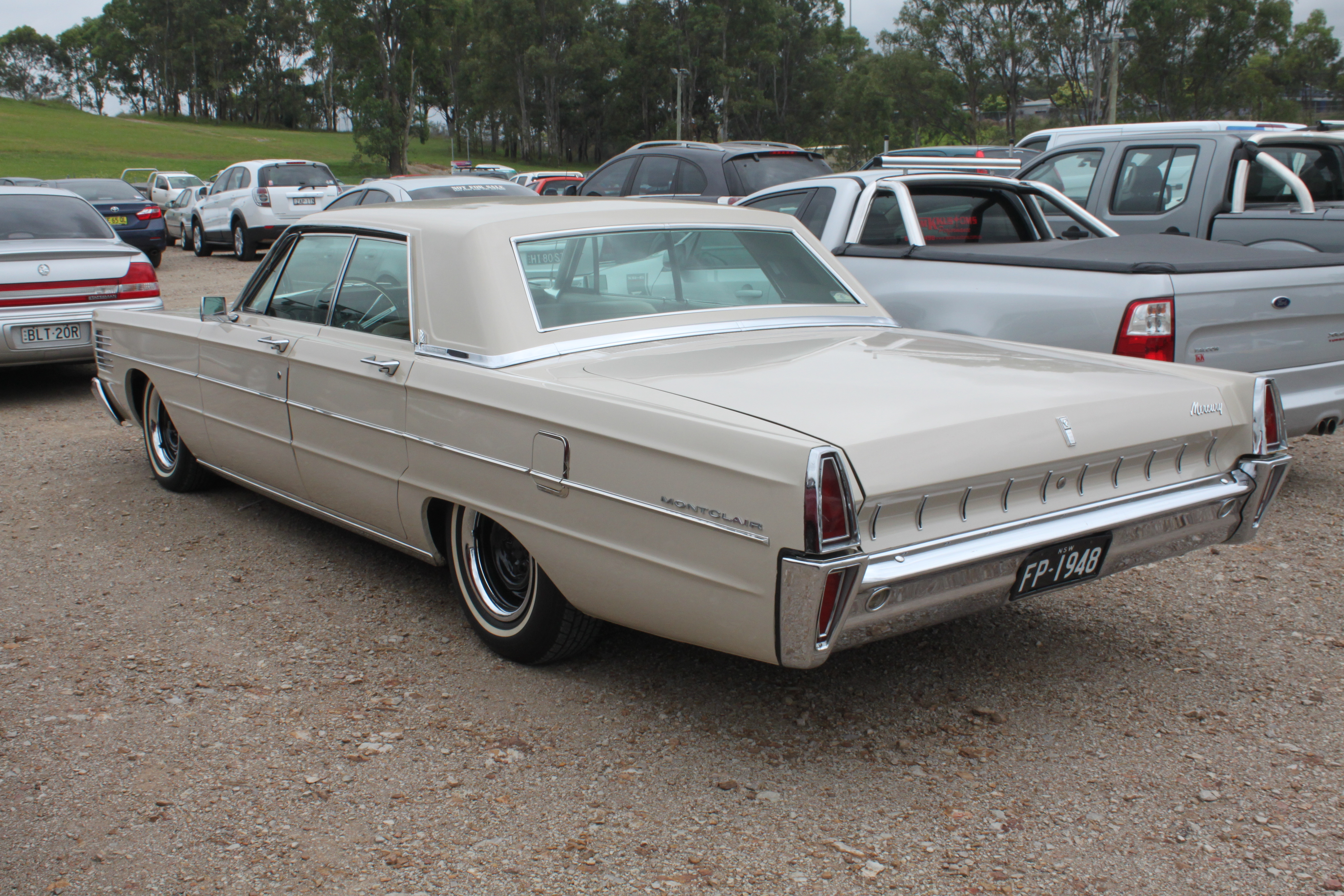
Mercury Montclair II - tył

Mercury Montclair II został zaprezentowany po raz pierwszy w 1964 roku.
Po czteroletniej przerwie Mercury zdecydował się powrócić do używania nazwy Montclair na rzecz nowego, pełnowymiarowego modelu opartego na bazie limuzyny Marauder. Druga generacja Montclair charakteryzowała się masywną, strzelistą karoserią z kanciastymi błotnikami i dużą, chromowaną atrapą chłodnicy i podwójnymi, okrągłymi reflektorami. Produkcja trwała do 1967 roku, kończąc się na rzecz nowego modelu Marquis.

### Silnik
- V8 6.4l Y-block
- V8 7.0l Y-block